# قضیه بندیکسن دولاک
قضیه بندیکسن-دولاک (به انگلیسی: Bendixson–Dulac theorem) یک قضیه در سیستم‌های دینامیکی است که به اثبات عدم وجود سیکل حدی می‌پردازد.
این قضیه اولین بار در سال ۱۹۰۱ توسط ریاضیدان سوئدی ایوار بندیکسن اثبات شد و سپس در سال ۱۹۳۳ توسط ریاضیدان فرانسوی انری دولاک تکمیل گردید.